# Kamil Cipra
Kamil Cipra, křtěný Kamil Jan (22. dubna 1893 Plzeň – 1952 Paříž) byl český malíř a legionář.

## Život
Kamil Cipra se narodil v Plzni do rodiny učitele a redaktora Plzeňských listů Antonína Cipry. Od mládí projevoval značný výtvarný talent a po ukončení základního vzdělání pokračoval ve studiu na pražské Uměleckoprůmyslové škole a zároveň byl zapsán v ateliéru Maxmiliána Boháče.
Studium ovšem nedokončil a v srpnu roku 1914 narukoval do armády. V polovině roku 1915 byl poslán na ruskou frontu, ale během několika dní i s dalšími spolubojovníky přešel dobrovolně do zajetí k Rusům. V roce 1916 se v Oděse připojil k Legii srbských dobrovolníků a coby podporučík bojoval na rumunské frontě. Po vítězství Říjnové revoluce byl Cipra nucen se srbskou divizí opustit Rusko a dál putoval Transsibiřskou magistrálou do Vladivostoku. V lednu 1918 se nalodil a plavil na vojenské lodí do tuniské Bizerty, kde se zúčastnil bojů. Svojí anabázi ukončil ve Francii, kde byl zařazen do 22. československého střeleckého pluku v Cognacu. Zanedlouho absolvoval důstojnický kurz v Saint Maizeny a v červenci 1918 byl poslán opět na frontu. Se svým plukem bojoval v Alsasku, zúčastnil se dobývání města Terronu a v říjnu 1918 dobývání města Vouziers, kde byl zraněn. Po válce zůstal činným v hodnosti kapitána a působil v Československé národní radě v Paříži. Krátce působil i v Praze, kde pracoval v uměleckém oddělení Památníku odboje.
Po svém propuštění z armády se Kamil Cipra v Paříži roku 1919 oženil s Helène - Jeanne Babillotovou a přestěhovali se do burgundského města Bourges. Tam prožil několik plodných let a často vystavoval v místních salonech již však pod jménem Jean Camille Cipra. Na jeho obrazech se objevovaly krajiny z rodných Čech a z Bourges a okolí. Později se odstěhoval do Paříže, intenzivně maloval a vystavoval v legendárním Salonu nezávislých a v Podzimním salonu. Stal se známou uměleckou osobností města a ve 20. letech patřil mezi vyhledávané divadelní dekoratéry. Pracoval též pro divadelního režiséra Louise Jouveta a rovněž se uplatnil jako karikaturista pro časopis „Le rire“. Působil jako keramik v ateliéru Lachenal a uplatnil se i jako dekoratér interiérů. Na počátku 30. let byl oficiálním malířem v pařížském Musée national de l’Histore Naturelle a v Jardin des Plantes. Cipra též ilustroval i knihy, například Ezopovy bajky vydané v roce 1934 nakladatelstvím Gonin. V roce 1937 byl na pařížské Světové výstavě pověřen výzdobou „Pavillon de Voyage“, pro který vytvořil dvě velkorozměrná plátna. Za tuto práci byl patrně odměněn zlatou medailí. V dubna 1939 získal Kamil Cipra francouzské občanství.
Během pohnutých událostí v roce 1940 odmítl Cipra demobilizaci a vstoupil opět jako dobrovolník do války. Odjel jako kapitán československé armády do anglického přístavního města Lowestoft. I zde umělecky tvořil a společně s Václavem Posedníkem mimo jiné zhotovil pro pobavení svých spolubojovníků loutkové divadlo. Do rodných Čech se Kamil Cipra již nikdy nevrátil. Koncem roku 1945 po návratu do Paříže byl opětovně demobilizován z československé armády a toto město již do své smrti neopustil.

## Zastoupení v galeriích

### Francie
- Musée de la Loire
- Československé muzeum v Darney

### Česká republika
- Vojenský historický ústav Praha

## Galerie

Báb el-Mandeb 1918 (akvarel na papíru)
Chestres, 24. 10. 1918 (akvarel na papíru)
Novoroční přání, Anglie, (akvarel na papíru) 1940
Před Terronem
Kóta 153 Chestres, 24. 10. 1918
Říční zátoka (olej na sololitu)
Klidná hladina (olej na plátně)
Tygřice  (barevný lept)
Paní Kate Clarke (1884-1974), starostka Chesteru (olej na plátně) 1939